# Vallérargues
Vallérargues é uma comuna francesa na região administrativa de Occitânia, no departamento de Gard. Estende-se por uma área de 12,73 km². Em 2010 a comuna tinha 145 habitantes (densidade: 11,4 hab./km²).